# Drum de halaj

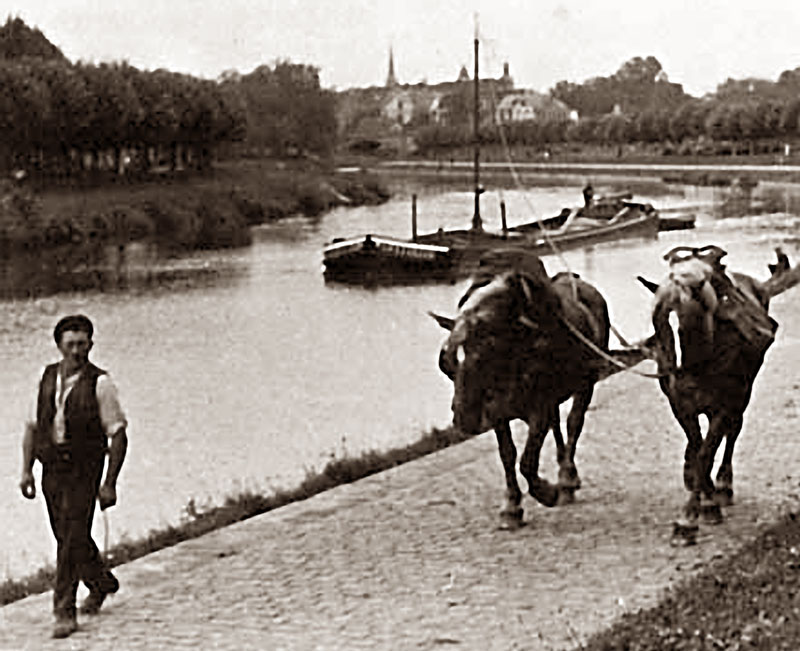
Drum folosit pentru halaj pe canalul Finow din Germania.

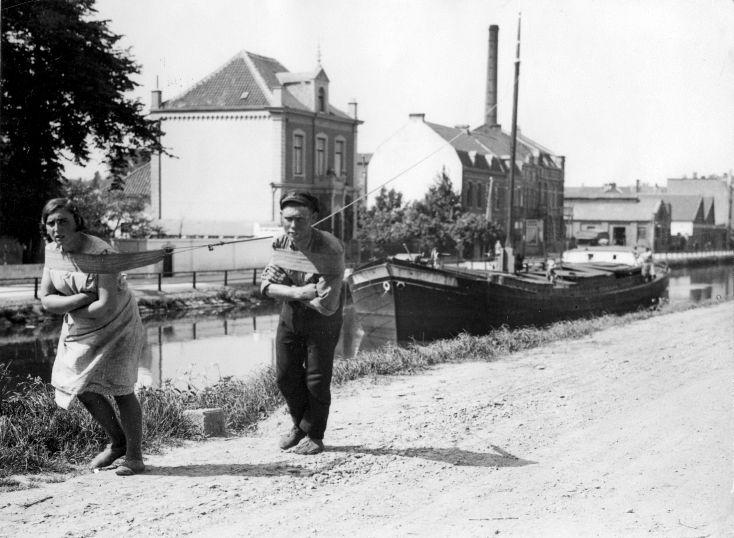
Oameni tractând un vas în Țările de Jos, în 1931

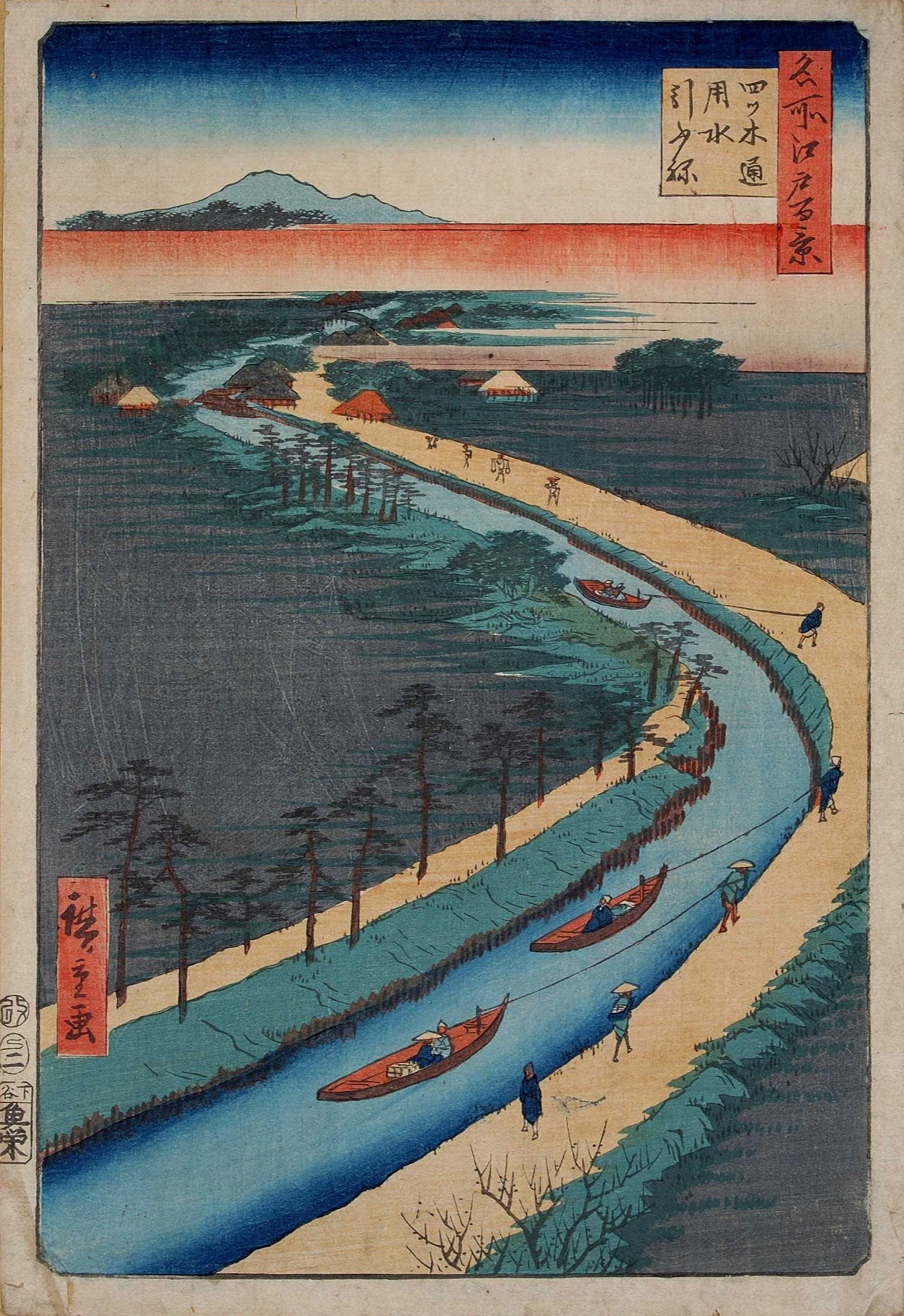
„Bărci tractate pe canalul Yotsugi-dōri” din seria „O sută de vederi celebre din Edo” a lui Utagawa Hiroshige; descriere a unui drum de halaj de lângă Tokyo, la jumătatea secolului al IX-lea.

Un drum de halaj (sau drum de edec) este un drum sau o cărare pe malul unui râu, canal sau al altui tip de curs de apă interior. Scopul acestui drum este de a permite unui vehicul, animal de tracțiune sau echipă de oameni să execute halajul, adică să tracteze o ambarcațiune, cel mai adesea o barjă. Operațiunea se mai numește și tras la edec, iar acest tip de transport era în mod obișnuit efectuat acolo unde navigația cu vele era împiedicată de tuneluri sau poduri, de vânturi nefavorabile sau de îngustimea canalului.
După revoluția industrială, trasul la edec a devenit vetust, deoarece pe ambarcațiuni au fost montate motoare, iar transportul feroviar a înlocuit metoda mai lentă de tractare la edec. De atunci, multe din aceste drumuri de halaj au fost transformate în trasee turistice, piste de bicicletă, sau au primit alte destinații. Ele se numesc încă drumuri de halaj, deși nu mai sunt folosite decât ocazional pentru tractarea ambarcațiunilor.

## Istoric
Transportul timpuriu pe căile navigabile interioare folosea râurile și în timp ce șlepurile se puteau folosi de pânze pentru a înainta atunci când vânturile erau favorabile sau râul era suficient de larg pentru a permite manevrele, în multe cazuri acest lucru nu era posibil, iar pentru tractarea vaselor erau folosite echipe de bărbați. Deoarece malurile râului erau în general proprietăți private, echipele respective își făceau treaba pe cât de bine puteau, însă eforturile lor nu erau întotdeauna satisfăcătoare. Pe râurile britanice, precum râul Severn, situația s-a îmbunătățit odată cu înființarea companiilor de halaj, spre sfârșitul anilor 1700. Aceste companii au început să construiască drumuri de halaj de-a lungul malurilor râurilor, iar patru astfel de companii au reușit să amenajeze în acest mod o secțiune de 24 km între Bewdley și Coalbrookdale. Ele nu erau totuși extrem de populare, deoarece pentru folosirea lor se solicita o taxă pentru recuperarea capitalului investit, iar acest lucru s-a resimțit pe râurile unde circulația barjelor fusese anterior gratuită.
Odată cu apariția canalelor artificiale, majoritatea au fost prevăzute din start cu drumuri de halaj pentru cai. Cursul multor râuri a fost reamenajat, tăindu-se albii noi pentru a evita meandrele, iar acestă oportunitate a permis și construcția de drumuri de halaj în același timp. Chiar și așa, acest lucru nu a fost întotdeauna posibil. Spre exemplu, navigația pe râul Don din Anglia a fost îmbunătățită de la Tinsley la Rotherham, iar noul traseu a fost inaugurat în 1751, dar drumul de halaj pentru cai nu a fost terminat decât în 1822.
Deși drumurile de halaj erau cele mai convenabile când continuau pe aceeași parte a unui canal, existau situații în care drumul trecea pe partea opusă, adesea din cauza opoziției proprietarilor de teren. De exemplu, drumul de halaj de pe canalul Chesterfield se schimbă pe malul sudic în timp ce traversează proprietatea Osberton, deoarece familia Foljambe, care locuia în Osberton Hall, nu a acceptat ca barcagii să treacă prea aproape de rezidența lor. Pe canale, o soluție la această problemă a fost trecerea cailor pe celălalt mal prin intermediul unor poduri special construite. Calul urca rampa de acces la pod de pe un mal, traversa podul, cobora o rampă circulară de pe malul celălalt al canalului, apoi trecea pe sub pod și își continua drumul. Această metodă avea avantajul că hamul nu trebuia desfăcut în timp ce se efectua traversarea podului. În locurile în care drumul de halaj întâlnea o ecluză care era traversată de un pod pietonal, soluția a fost folosirea de poduri alcătuite din două secțiuni. Spre exemplu, pe porțiunea sudică a canalului Stratford-on-Avon sunt amenajate astfel de poduri, iar hamul calului nu trebuia desfăcut, deoarece funia de tractare trecea printr-un mic rost situat în mijlocul podului, între cele două jumătăți ale sale.
O problemă creată de halajul cu cai era abraziunea generată de funia de tractare pe arcul podului, acolo unde drumul de halaj subtraversa un pod. În anumite cazuri rezultau făgașe adânci în zidăria podurilor, astfel că s-a apelat la soluția protejării structurii lor cu plăci din fontă atașate pe fețele arcului. Și acestea erau afectate de abraziune, însă erau mult mai la îndemână de înlocuit decât zidăria podului. O altă problemă era faptul că podurile puteau fi construite relativ ușor pe canale înguste, însă construcția lor devenea costisitoare pe râurile navigabile, așa că existau numeroase cazuri în care era necesară folosirea bacurilor pentru a permite accesul cailor pe următoare porțiune a drumului de halaj. În perioadele mult mai recente, când drumurile de edec au fost convertite în trasee turistice, aceste locuri le creează dificultăți celor care le explorează la pas, deoarece calea de tractare se mută pe celălalt mal, însă bacul de pe vremuri nu mai există pentru a permite traversarea.
Nu toate operațiunile de halaj erau efectuate cu cai. Un experiment a fost întreprins în 1888 pe brațul Middlewich Branch al Shropshire Union Canal. Ca urmare a sugestiilor lui Francis W. Webb, inginerul șef al London and North Western Railway de la Crewe Works, pe o porțiune de circa 1 milă (1,6 km) de-a lungul drumului de halaj, lângă Worleston, au fost montate șine de cale ferată, iar o mică locomotivă cu abur împrumutată de la Crewe Works a fost folosită pentru remorcarea a două ambarcațiuni. Locomotiva rula pe ecartament îngust de 457 mm și a reușit să tracteze convoaie de două sau patru ambarcațiuni, cu o viteză de 11 km/h. Au fost efectuate experimente și cu convoaie de opt ambarcațiuni. Inginerul șef al canalului, G. R. Webb, a întocmit un report privind costurile estimate în cazul montării de șine pe întreaga lungime a drumului de halaj, însă proiectul nu a mai fost continuat, iar apariția șalupelor alimentate cu abur sau diesel a oferit o soluție mult mai simplă.

## Tipuri de halaj terestru

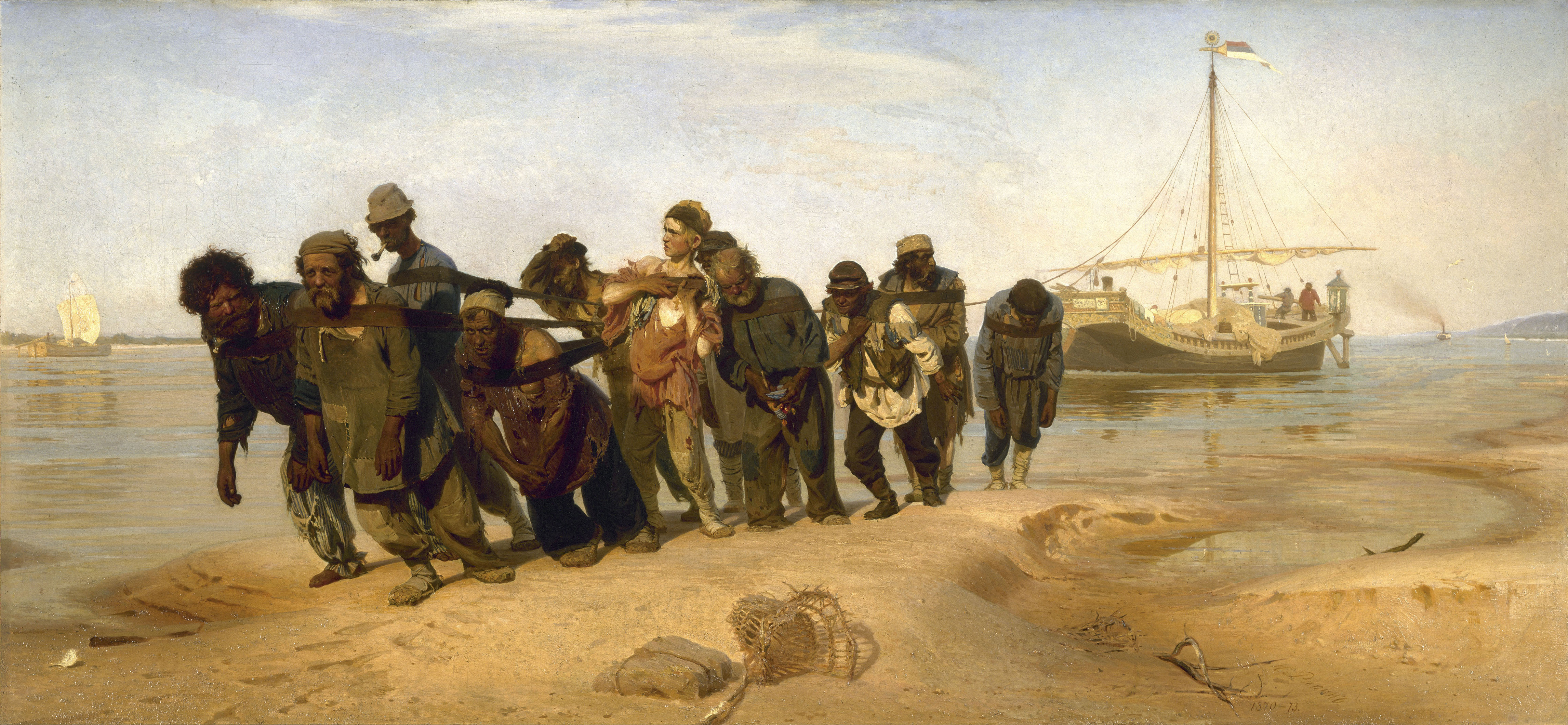
Edec la pieptar în tabloul Edecarii de pe Volga al lui Ilia Repin.

Se pot distinge trei moduri diferite de tracțiune terestră a ambarcațiunilor fluviale:
- edecul „la pieptar”: marinarul și familia sa se înhămau ei înșiși la coarda de tracțiune pentru remorcarea bărcii, printr-o piesă de harnașament numită pieptar[11];
- cu tracțiune animală, cu ajutorul cailor, măgarilor, catârilor sau chiar boilor (în sud-estul și centrul Franței; animalele aparțineau ori marinarului, care le adăpostea la bord, ori unor căruțași care efectuau ștafete de-a lungul căilor navigabile). În 1935 încă existau circa 1500 de ambarcațiuni franceze care adăposteau și animale pentru remorcare.
- cu tracțiune mecanică, cu ajutorul unor mici locomotive electrice pe șine sau pe pneuri, ori cu ajutorul unor vehicule de remorcare diesel.

## În perioada modernă

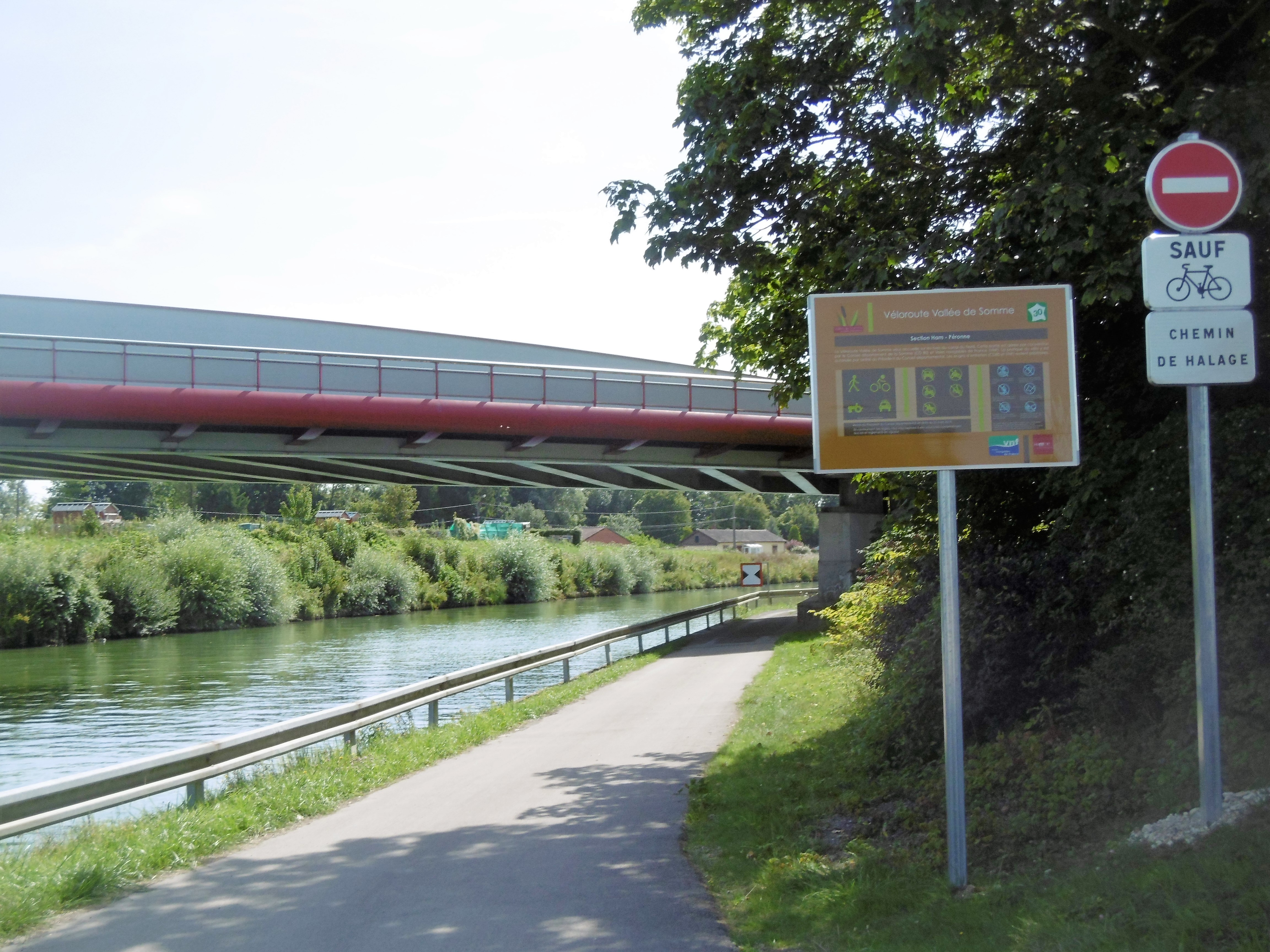
Fost drum de halaj convertit în pistă de biciclete între Somme și Péronne, în Franța.

Fostele drumuri de halaj sunt populare printre cicliști sau cei care preferă plimbările pe jos, iar unele sunt chiar potrivite pentru călărie. În Statele Unite, în iernile cu ninsori abundente ele sunt folosite pentru schi fond sau deplasări cu snowmobilul.

### În Franța
Pentru a se garanta integritatea drumurilor de halaj în interesul marinarilor, proprietățile riverane domeniului public fluvial sunt grevate de o servitute de halaj (un spațiu cu lățimea de 7,80 metri în lungul cursului de apă). Din acest motiv, circulația automobilelor sau cicliștilor pe drumurile de halaj este în principiu interzisă, iar contravenienții sunt pasibili de amendă. Înființarea dreptului de servitute este atribuită lui Colbert, în secolul al XVII-lea.
Articolul 62 al decretului din 6 februarie 1932 interzice orice alt tip de circulație decât cel pedestru pe drumurile de halaj, iar circulația cicliștilor, care fusese autorizată de Ministerul Lucrărilor Publice la începutul secolului al XX-lea, ca urmare a intervențiilor Touring Clubului Francez, nu mai era decât tolerată odată cu apariția acestui decret. 
Această interdicție poate fi ridicată prin acorduri de gestiune încheiate de Căile Navigabile Franceze (VNF) cu autoritățile locale, destinate prevenirii oricărui conflict de utilizare cu serviciile de întreținere ale VNF și rezolvării problemelor de siguranță. Aceste acorduri de dublă gestiune sunt stabilite în timpul amenajării căilor verzi.

### În Marea Britanie
În Marea Britanie, majoritatea canalelor au fost construite, deținute și operate de companii private, iar drumurile de halaj au fost considerate private, în beneficiul utilizatorilor legitimi ai canalului. Naționalizarea sistemului de canale din 1948 nu a condus și la introducerea unui drept public de trecere pe drumurile de halaj. Legislația subsecventă, precum Legea Transporturilor din 1968, care definește obligația statului de a întreține apele interioare pentru care nu era responsabil anterior, nu a inclus vreo clauză prin care drumurile de halaj să poată fi folosite de oricine, totuși, circa 10 ani mai târziu, British Waterways a decis să relaxeze regula prin care se solicita o autorizație pentru accesul pe drumurile de halaj și a început să încurajeze folosirea acestora pentru plimbări, pescuit sportiv și, în anumite zone, ciclism. Creșterea constantă a numărului celor care își petrec timpul liber pe și în preajma canalelor, precum și declinul traficului comercial pe acestea, au dus la o acceptare generală că drumurile de halaj sunt deschise tuturor și nu doar navigatorilor.
Conceptul accesului liber pe drumurile de halaj este acum înscris în legislație, care a transferat responsabilitatea canalelor din Anglia și Țara Galilor de la British Waterways către Canal & River Trust, în 2012. Canal & River Trust nu mai solicită autorizații pentru ciclism. Totuși, nu pe toate drumurile de halaj din lungul canalelor se poate practica ciclismul. O parte din acestea au fost însă încorporate în Rețeaua Națională de Ciclism, iar în majoritatea cazurilor acest lucru a dus la îmbunătățiri ale suprafeței de rulare.

## Galerie de imagini

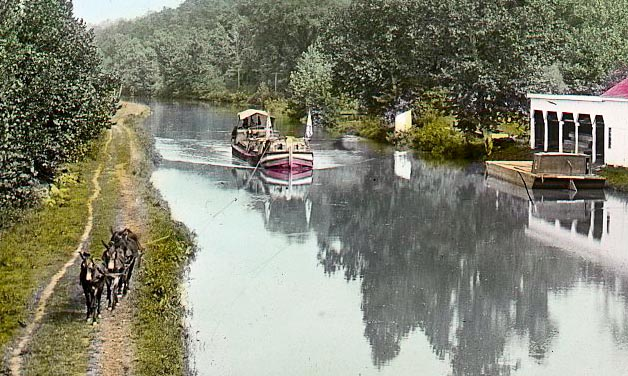
Catâri tractând două ambarcațiuni pe Chesapeake and Ohio Canal.
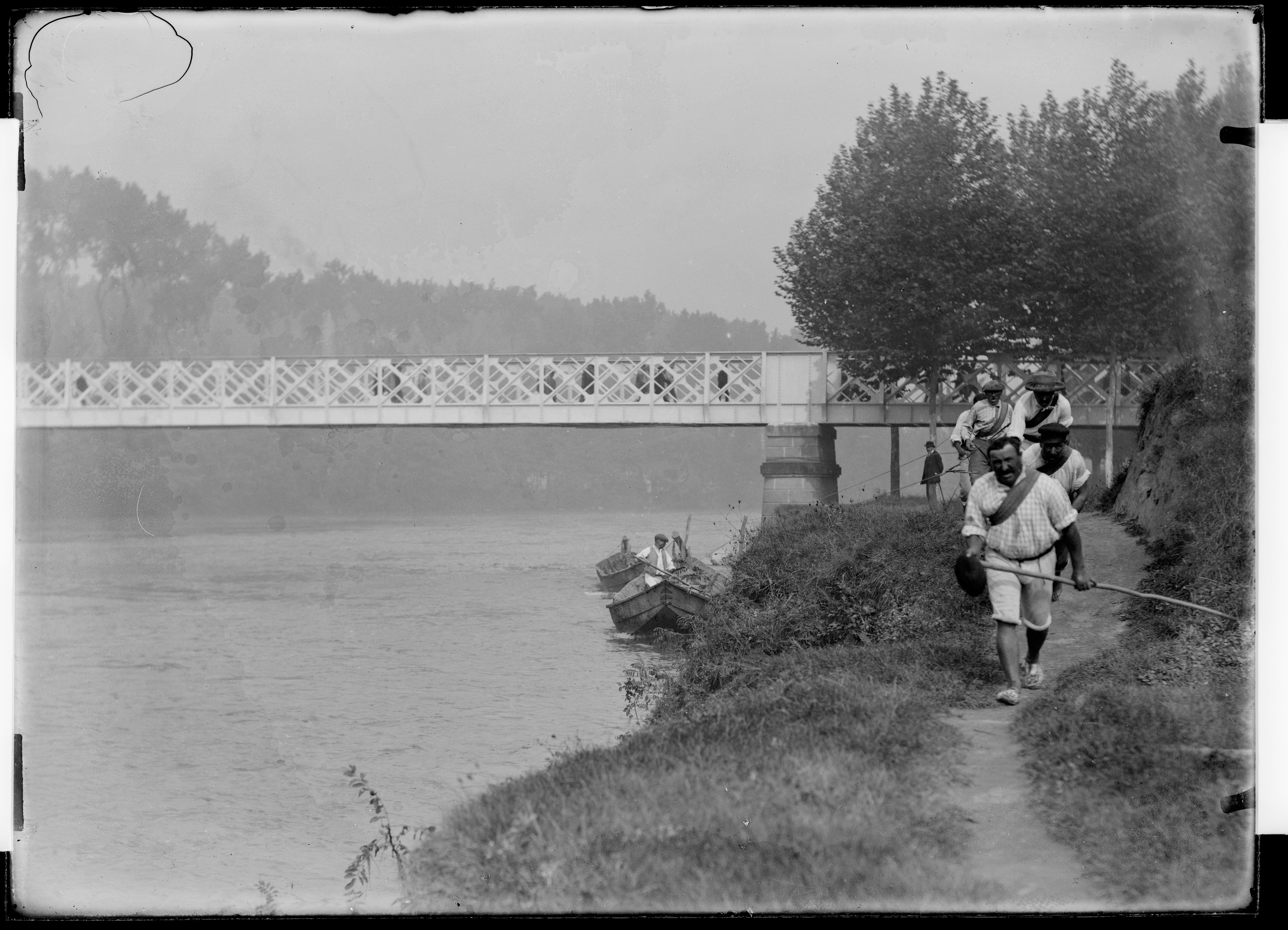
Trăgători la edec lângă Toulouse.
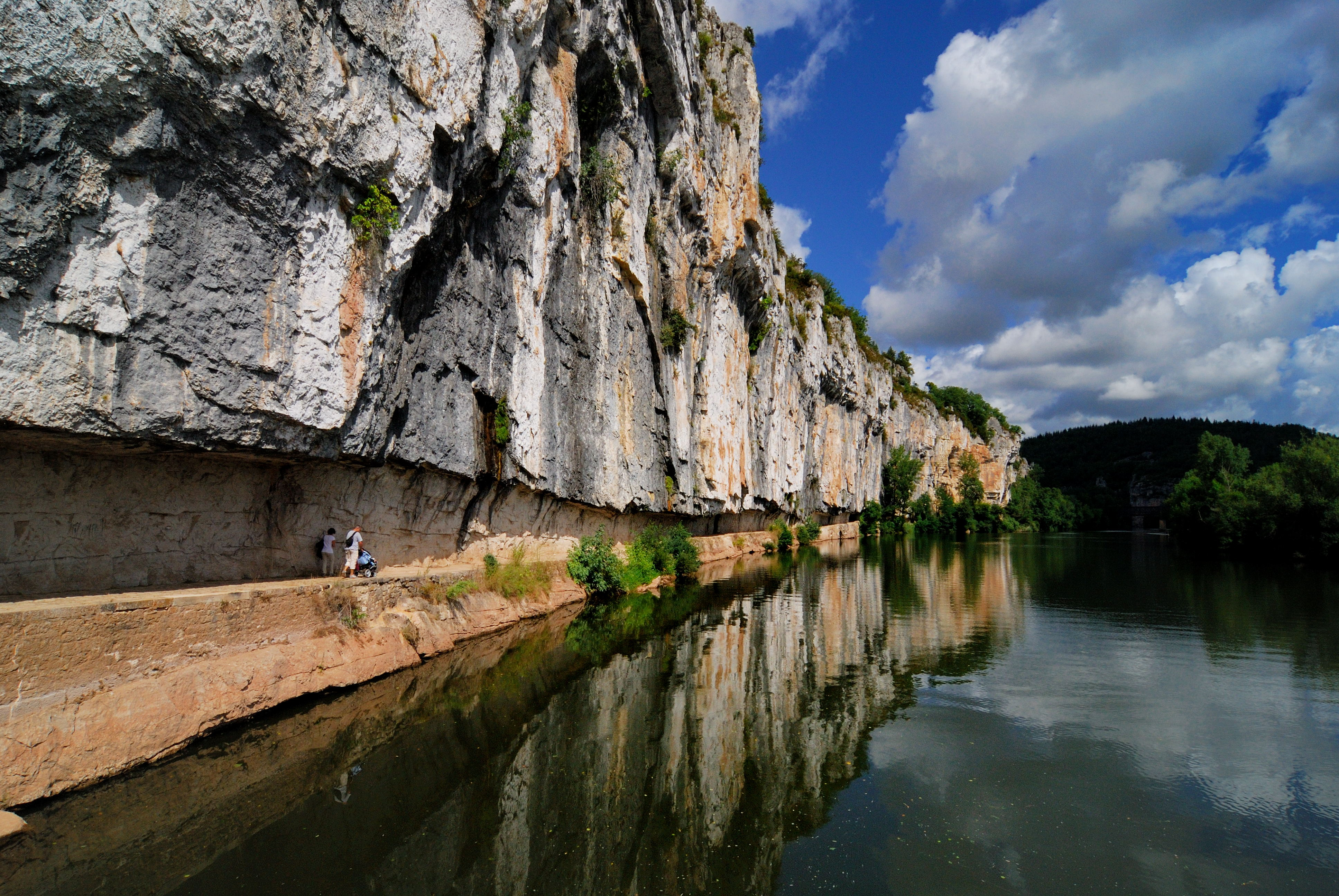
Drum de halaj tăiat în stâncă în lungul râului Lot din sud-vestul Franței.
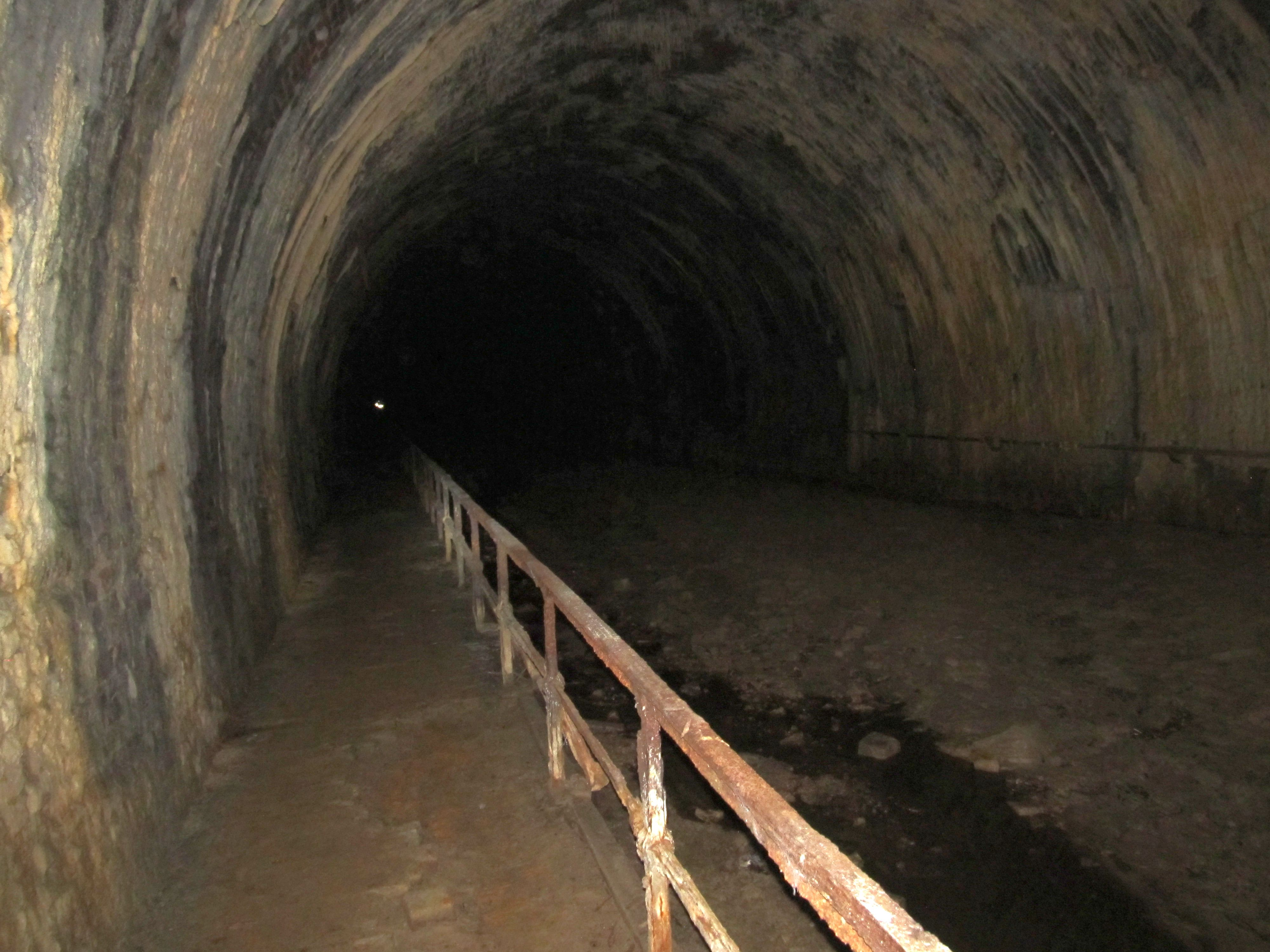
Drum de halaj în interiorul fostului tunel navigabil de la Godarville, în Belgia.
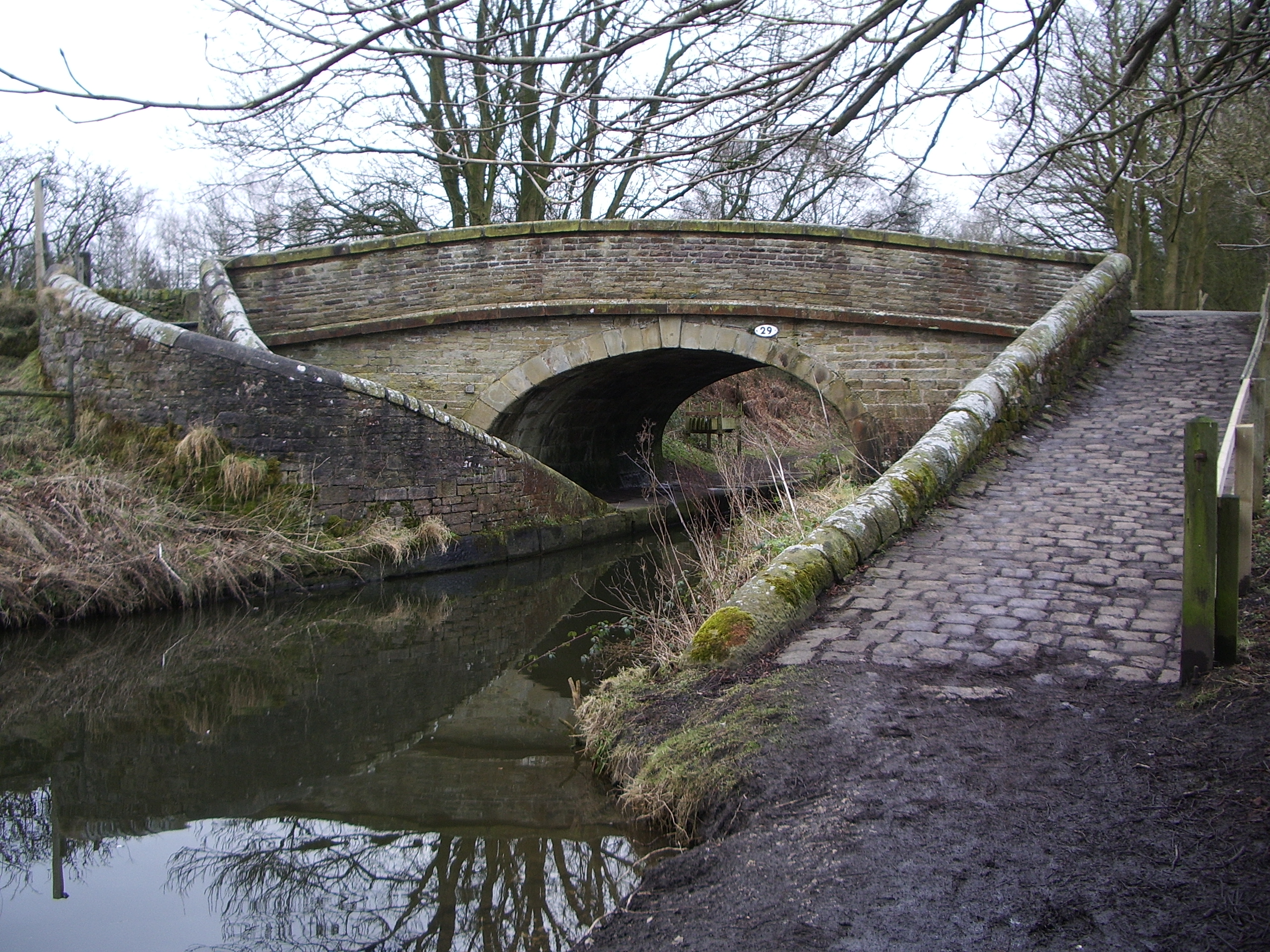
Pod pe canalul Macclesfield care permite calului să traverseze fără să fie de deshămat atunci când drumul de halaj trece pe malul opus.